# Титония
Титония (на английски: Tetonia) е град в окръг Титон, щата Айдахо, САЩ. Титония е с население от 247 жители (2000) и обща площ от 1,3 km². Намира се на 1843 m надморска височина. ЗИП кодът му е 83424, 83452, а телефонният му код е 208.